# Relaciones Arabia Saudita-Chile
Las relaciones Arabia Saudita-Chile son las relaciones internacionales entre el Reino de Arabia Saudita y la República de Chile.

## Historia
En 2015, Chile y Arabia Saudita acordaron iniciar un intercambio técnico en materia de desalación y eficiencia energética, a propósito de la visita del Ministro de Energía de Chile Máximo Pacheco Matte. Ese mismo año, el Ministerio del Trabajo saudita aprobó a Chile como el primer país de América Latina cuyos nacionales pueden trabajar como empleados domésticos en Arabia Saudita.
En marzo de 2024, la Cancillería chilena anunció la decisión de reabrir la embajada de Chile en Arabia Saudita.

## Relaciones comerciales
En materia económica, el intercambio comercial entre ambos países ascendió a los 279 millones de dólares estadounidenses en 2023,  lo que supuso un 17,6% de crecimiento promedio anual en los últimos cinco años. Los principales productos exportados por Chile a Arabia Saudita fueron madera de pino insigne, manzanas, purés y jugos de tomate y uvas, mientras que Arabia Saudita mayoritariamente exporta al país sudamericano tubos para extracción y transporte de hidrocarburos y polietileno.

## Migración
El número de inmigrantes sauditas en Chile ha aumentado desde el retorno a la democracia en 1990.
Un número creciente de chilenos conversos al Islam ha viajado en los últimos años a Arabia Saudita para efectuar su hajj, en peregrinaje a La Meca que debe hacer todo musulmán al menos una vez en la vida.

## Misiones diplomáticas
- Arabia Saudita posee una embajada en Santiago de Chile.[5]

- La embajada de Chile en Emiratos Árabes Unidos concurre con representación diplomática a Arabia Saudita.[6] Además, Chile cuenta un consulado honorario en Yeda.[7]